# Љубавнице (филм)
„Љубавнице“ (енгл. Two Lovers) је амерички играни филм из 2008. режисера Џејмса Греја, снимљен као римејк филма „Беле ноћи“ Лукина Висконтија који је инспирисан истоименом новелом Фјодора Достојевског. Главне улоге тумаче Хоакин Финикс и Гвинет Палтроу. 

## Улоге
| Глумац           | Улога                     |
| ---------------- | ------------------------- |
| Хоакин Финикс    | Леонард                   |
| Гвинет Палтроу   | Мишел                     |
| Вајнеса Шо       | Сандра                    |
| Изабела Роселини | Рут                       |
| Ен Џојс          | Леонардова бивша вереница |
| Џули Бад         | Керол                     |
| Саманта Ајверс   | Стефани                   |